# We Could Be the Same
"We Could Be the Same" (turski: "Aynı Olabilirdik") je pjesma turske grupe maNga s kojom nastupaju na Eurosongu 2010. u Oslu. Pjesma je dobila nastup kao 17. (posljednja) zemlja u drugom polufinalu Eurosonga (27. svibnja 2010.).
Selekcija izvođača bila je interna, a tijekom siječnja su se pojavile vijesti kao je maNga započela intenzivne pripreme za Eurosong i pisanje pjesama koje bi poslala TRT-u. U veljači, maNga je poslala 3 pjesme TRT-u koje su ušle u konkurenciju za turskog predstavnika. Sve tri pjesme bile su na engleskom jeziku, a pjesma We Could Be the same je predstavljena 3. ožujka 2010. kao turski predstavnik na Eurosongu. 
Kao alternativna rock pjesma, maNga se nalazila među favoritima Eurosonga, upravo zbog toga što je po svom stilu drugačija od drugih prijavljenih na Eurosongu, te jedna od samo dvije rock pjesme na Eurosongu 2010. (druga je Thunder and Lightning Vukašina Brajića, predstavnika BiH). Nakon polufinalnog nastupa, Turska je izborila i nastup u finalu gdje nastupa kao 14. pjesma, prije Albanije i poslije Gruzije. Ukupno je imala 118 bodova, što je bilo dovoljno za 1. mjesto u polufinalu, ispred Azerbajdžana i Gruzije.
Po završetku glasovanja, Turska je završila na drugom mjestu, iza Njemačke, za kojom je zaostala 76 bodova. Ukupno je skupila 170 bodova i završila tako ispred Rumunjske. Pjesma je ostavila snažan dojam na publiku i gledatelje zbog snažne pjesme i futurističkog scenskog nastupa, te je postala jedan od hitova Eurosonga.